# جين هودجز
جين هودجز (بالإنجليزية: Gene Hodges)‏ هو سياسي أمريكي، ولد في 23 نوفمبر 1936 في سيدر كي في الولايات المتحدة، وتوفي بنفس المكان في 6 يوليو 2014. حزبياً، نشط في الحزب الديمقراطي. وقد انتخب عضو مجلس نواب فلوريدا.